# BMW N53
| N53                            | N53                                                   |
| ------------------------------ | ----------------------------------------------------- |
|                                |                                                       |
| Виробник:                      | BMW                                                   |
| Марка:                         | N53                                                   |
| Тип:                           | Шестициліндровий двигун                               |
| Робочий об'єм:                 | - 2,5 л - (2,497 куб.см) - 3,0 л - (2,996 куб.см) см3 |
| Максимальна потужність:        | 140-200 кВт (188–268 к.с.) кВт                        |
| Максимальний обертовий момент: | 235-320 Н⋅м Н·м                                       |
| Циліндрів:                     | 6                                                     |
| Клапанів:                      | 24                                                    |
| Хід поршня:                    | - 78.8 мм (3.10 дюйма) - 88 мм (3.5 in дюйма мм       |
| Діаметр циліндра:              | - 82 мм (3.2 дюйма) - 85 мм (3.3 дюйма) мм            |
| Ступінь стиску:                | 12.0:1                                                |
| Система живлення:              | Пряме впорскування                                    |
| Охолодження:                   | рідинне охолодження                                   |
| Газорозподільний механізм:     | DOHC з VVT                                            |
| Матеріал блоку циліндрів:      | Магній-Алюміній                                       |
| Матеріал ГБЦ:                  | Алюміній                                              |
| Тактність (число тактів):      | 4                                                     |
| Рекомендоване паливо:          | Бензин                                                |

BMW N53 — рядний шестициліндровий атмосферний бензиновий двигун, який випускався з 2006 по 2013 рік. N53 замінив BMW N52 і був випущений у 2006 році в E60 5 серії після рестайлінгу.
BMW ніколи не продавала двигун N53 в автомобілях Північної Америки, Австралії та Малайзії через високий вміст сірки в паливі, доступному на цих ринках. Натомість у цих регіонах продовжували використовувати його попередника, двигун N52.
N53 — останній атмосферний рядний шестициліндровий двигун, вироблений BMW, завершуючи історію безперервного виробництва цієї конфігурації двигуна з BMW M30 у 1968 році. N53 почали поступово виводити з виробництва після представлення чотирициліндрового двигуна BMW N20 з турбонаддувом у 2011 році.
N53 немає BMW M версії. Рядний шестициліндровий двигун BMW N54 з турбонаддувом випускався разом з N53.

## Дизайн

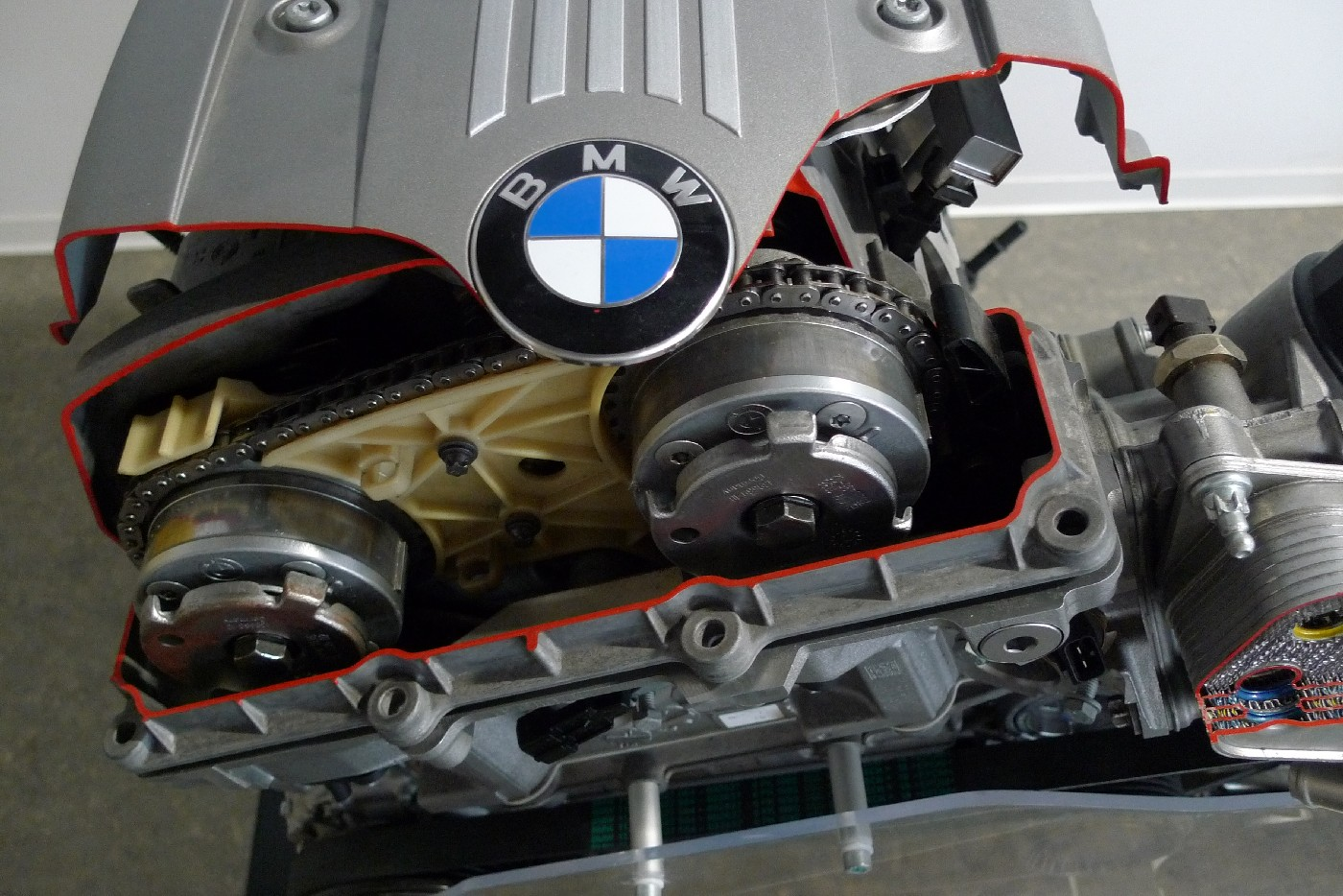
Подвійний VANOS, на двигуні N52

У порівнянні зі своїм попередником N52, який був введеним через порт, у N53 використовується пряме вприскування. Система прямого впорскування використовує п’єзоелектричні інжектори палива, які впорскують паливо в камеру згоряння за допомогою стратифікованої бідної суміші. Ступінь стиснення було збільшено до 12,0:1 для N53.
Як і N52, N53 має подвійний VANOS (змінні фази газорозподілу) і блок із магнієвого сплаву. На відміну від N52, N53 не має Valvetronic (змінний підйом клапана) через обмеження простору в головці блоку циліндрів.
Діаметр циліндра 85 мм (3,35 дюйма) і ходом поршня 88 мм (3,46 дюйма) такі ж, як в N52. Кожен циліндр має котушку запалювання на свічці, як у N52.

## Версії
| Код двигуна | Переміщення                     | потужність                               | Крутний момент                            | років          |
| ----------- | ------------------------------- | ---------------------------------------- | ----------------------------------------- | -------------- |
| N53B25      | 2497 куб.см (152,4 куб. дюймів) | 140 кВт (188 гальм. к. с.) на 6100 об/хв | 235 Н⋅м (173 фунт⋅фут) на 3500-5000 об/хв | 2006-2010 роки |
| N53B30      | 2996 куб.см (182,8 куб. дюймів) | 150 кВт (201 гальм. к. с.) на 6100 об/хв | 270 Н⋅м (199 фунт⋅фут) на 1500-4250 об/хв | 2009-2011 роки |
| N53B30      | 2996 куб.см (182,8 куб. дюймів) | 160 кВт (215 гальм. к. с.) на 6100 об/хв | 270 Н⋅м (199 фунт⋅фут) на 2400-4200 об/хв | 2007-2011 роки |
| N53B30      | 2996 куб.см (182,8 куб. дюймів) | 190 кВт (255 гальм. к. с.) на 6600 об/хв | 310 Н⋅м (229 фунт⋅фут) на 2600-5000 об/хв | 2009-2011 роки |
| N53B30      | 2996 куб.см (182,8 куб. дюймів) | 200 кВт (268 гальм. к. с.) на 6700 об/хв | 320 Н⋅м (236 фунт⋅фут) по 2750-3000 об/хв | 2007-2013 роки |

### N53B25
Версія N53 має об‘єм 2,5 л (153 куб. дюймів) і виробляє 140 кВт (188 к.с.) і 235 Н·м (173 фунтів·фут). Має діаметр циліндра 82 мм (3,23 дюйм) і хід поршня 78,8 мм (3,10 дюйм).
Застосування:
- 2006-2010 E60/E61 523i

### N53B30 (150 кВт)
Версія N53 видає потужність 150 кВт (201 к.с.) використовувався у F10 523i до рестайлінгу.
Застосування:
- 2009-2011 F10/F11 523i

### N53B30 (160 кВт)
Ця версія N53 має об‘єм 3,0 л (183 куб. дюймів) виробляє 160 кВт (215 к.с.), той самий показник, що й 2,5 л (153 куб. дюймів) у версії свого попередника N52. Однак максимальний крутний момент збільшився з 250–270 Н·м (184–199 фунтів·фут).
Застосування:
- 2007-2013 E90/E91/E92/E93 325i
- 2006-2010 E60/E61 525i

### N53B30 (190 кВт)
Версія N53 має потужність 190 кВт (255 к.с.) була використана в F10 528i до рестайлінгу.
Застосування:
- 2009-2011 F10/F11 528i

### N53B30 (200 кВт)
Найпотужніша версія N53 видає 200 кВт (268 к.с.) потужності та 320 Н·м (236 фунтів·фут) крутного моменту.
Застосування:
- 2007-2010 E60/E61 530i
- 2007-2010 E63 630i
- 2007-2013 E90/E91/E92/E93 330i
- 2011-2013 F10 530i

### Несправності паливного насоса високого тиску
У N53 використовується той самий паливний насос високого тиску (HPFP), що й у рядному шестициліндровому двигуні BMW N54 з турбонаддувом, у якого були несправності HPFP, що призвело до «викупу» Lemon Law та судового позову в Сполучених Штатах. Двигун N53 не продавався в Сполучених Штатах, тому двигун N53 не брав участі в цих діях.
Повідомлялося про збої N53 HPFP, хоча невідомо, чи поломка в N53 є такою ж частою, як і в N54.

## Дивись також
- БМВ
- Список двигунів BMW